# Verden som vilje og forestilling
 Der er for få eller ingen kildehenvisninger i denne artikel, hvilket er et problem. Du kan hjælpe ved at angive troværdige kilder til de påstande, som fremføres i artiklen.

Verden som vilje og forestilling (originaltitel: Die Welt als Wille und Vorstellung) er filosoffen Arthur Schopenhauers hovedværk og udkom i december 1818. Den regnes for et af de største filosofiske værker nogensinde. Første bind blev oversat til dansk i 2005 af Søren Fauth

## Første bind
Bogen antager, at man kender Kants filosofi, og nogle kommentatorer mener, at Schopenhaer er mere tro mod Kant end den tyske idealisme. Schopenhauer angiver også, at man skal kende Platons filosofi og indisk filosofi. Værket er således det første vestlige filosofiske værk, der på afgørende vis er påvirket af ikke-vestlig filosofi.
Centralt for værket er tesen om, at verden er en manifestation af en vilje.
Første bind har fire kapitler og et appendiks
- Bog 1: Epistemologi
- Bog 2: Ontologi
- Bog 3: Æstetik
- Bog 4: Etik
- Appendiks der hedder "Kritik af Kants filosofi", i hvilken Schopenhauer afviser det meste af Kants etik og meget af hans erkendelsesteori og æstetik.

## Andet bind
I 1844 udgav Schopenhauer en forbedret udgave, hvor han tilføjede et andet bind med essays om forskellige emner, herunder sexualitet og døden.

## Virkningshistorie
Værker har bl.a. påvirket Friedrich Nietzsche (Viljen til magt) og Sigmund Freud. I nutiden har hans ideer om seksualitet og død påvirket forfatteren Michel Houellebecq. 

## Eksterne referencer
- Die Welt als Wille und Vorstellung, komplet tekst på tysk Arkiveret 27. oktober 2013 hos  Wayback Machine